# Don’t Stand Another Chance
A Don’t Stand Another Chance Janet Jackson amerikai énekesnő első kislemeze második, Dream Street című albumáról. Ez volt Jackson második kislemeze, ami a Top 10-be került a Billboard Hot R&B/Hip-Hop Singles & Tracks slágerlistán; a 9. helyet érte el. A dalt Janet egyik bátyja, Marlon Jackson írta John Barnes-szal, a háttérvokálokat Marlon, Michael, Tito és Jackie Jackson énekelte.
Jackson koncerten először a 2008-as Rock Witchu Tour keretén belül adta elő, majd 2010-ben a New Orleans-i Essence Music Festivalon is.

## Hivatalos változatok/remixek
- Album Version – 4:18
- Dub Version – 6:52
- Remixed Version – 6:52

## Számlista[1]
7" kislemez (USA, Hollandia, Japán)
1. Don’t Stand Another Chance
2. Rock N’ Roll

12" kislemez (USA, Hollandia)
1. Don’t Stand Another Chance (Remixed Version)
2. Don’t Stand Another Chance (Dub Version)

## Helyezések
| Slágerlista (1984)                                     | Legmagasabb helyezés |
| ------------------------------------------------------ | -------------------- |
| USA Billboard Hot 100 (Bubbling Under Hot 100 Singles) | 101                  |
| USA Billboard Hot R&B/Hip-Hop Singles & Tracks         | 9                    |
| USA Billboard Hot R&B/Hip-Hop Airplay                  | 7                    |
| USA Billboard Hot R&B/Hip-Hop Singles Sales            | 15                   |
| USA Billboard Dance Music/Club Play Singles            | 23                   |
| Dél-afrikai eladási lista                              | 40                   |